# ガーディナー・ハウランド・ショウ
ガーディナー・ハウランド・ショウ（Gardiner Howland Shaw, 1893年 - 1965年）は、アメリカ合衆国の外交官。

## 生涯
1893年、ショウはマサチューセッツ州ボストンで生まれた。ショウは1915年にハーバード大学で学士号を取得し、1917年に修士号を取得した。
ショウは1917年に国務省に入省した。ショウは精神医学に精通し、刑務所改革に注目した。トルコ政府は刑務所の運営に関する非公式のアドバイザーとしてショウを起用した。ショウは1927年から1931年まで近東部門で部長を務め、1930年から1937年まではトルコのイスタンブールにある合衆国大使館で参事官を務めた。1937年からは外交部の人事部長となった。
ショウは1941年から1944年まで国務次官補を務めた。ショウは1965年にワシントンD.C.の病院で脳梗塞によって死去した。